# ノクターニキット
『ノクターニキット』（Noctourniquet）は、アメリカ合衆国のバンド、ザ・マーズ・ヴォルタが2012年に発表した6作目のスタジオ・アルバム。前作『八面体』（2009年）のアメリカ盤を発売したワーナー・ブラザース・レコードから世界的に発売され、日本盤も同社の関連会社ワーナーミュージック・ジャパンから発売された。2013年1月、ボーカリストのセドリック・ビクスラー・ザヴァラがTwitterで脱退を公表して、バンドは解散状態となり、本作がバンド最後のスタジオ・アルバムとなった。

## 背景
バンドの中心人物オマー・ロドリゲス・ロペスは、2009年の時点で作曲を進めていた。しかし、作詞も担当していたボーカリストのセドリック・ビクスラー・ザヴァラは当時、ロペスに対し「僕は君のペースについて行けない」「マーズ・ヴォルタはいつだって君の子供で、いつも君のやり方で進められてきたけど、それは僕のやり方じゃない。僕はこのレコードに、自分の時間をかけたいんだ」と主張し、それが制作の遅れに繋がったという。本作はコンセプト・アルバムとなっており、一貫したストーリーというわけではないが、イギリスのオルタナティヴ・ロック・バンドThe Godfathers、DCコミックス作品の悪役ソロモン・グランディ、ギリシア神話のヒュアキントスといった要素が取り入れられたという。
バンドは2011年、ディーントニ・パークスがドラマーとして参加した編成でサウンドガーデンのオープニングアクトを務め、パークスは本作にも参加した。長年マーズ・ヴォルタのレコーディングに参加してきたジョン・フルシアンテは、本作に参加しておらず、オマー・ロドリゲス・ロペスは本作リリース前のインタビューにおいて「彼は僕の最も親しい友人の一人」「未来にはまた共演するかもしれないけど、今現在のジョンは違う場所にいるんだ」と語っている。
オマー・ロドリゲス・ロペスとセドリック・ビクスラー・ザヴァラは、本作のリリースに先駆けて、マーズ・ヴォルタ結成前に在籍していたアット・ザ・ドライヴインの再結成を公表した。

## 反響・評価
アメリカでは総合アルバム・チャートのBillboard 200で15位を記録。また、『ビルボード』のモダン・ロック/オルタナティヴ・アルバム・チャートでは6位、ロック・アルバム・チャートでは7位、デジタル・アルバム・チャートでは17位を記録した。
Gregory Heaneyはオールミュージックにおいて5点満点中3点を付け「『ノクターニキット』は、バンドが長年保持してきたものよりも更に知的で奥義に達したサウンドが強調されているが、創造性が高まった一方、情緒的には抑え目であるように感じられる」と評している。一方、Brice EzellはPopMattersにおいて10点満点中8点を付け「『ノクターニキット』は全体的に、これまでマーズ・ヴォルタがレコーディングしてきた中でも特にバランスが取れ、楽しめて、親しみやすい」「多層的で迷宮のように入り組んだ曲こそないが、やはりマーズ・ヴォルタなので、かなり奇妙な作品になっている」と評している。

## 収録曲
全曲ともオマー・ロドリゲス・ロペスとセドリック・ビクスラー・ザヴァラの共作。
1. ザ・ホイップ・ハンド - "The Whip Hand" - 4:49
2. イージス - "Aegis" - 5:10
3. ディスレクシコン - "Dyslexicon" - 4:22
4. エンプティ・ヴェッセルズ・メイク・ザ・ラウデスト・サウンド - "Empty Vessels Make the Loudest Sound" - 6:42
5. ザ・マルキン・ジュエル - "The Malkin Jewel" - 4:44
6. ラポーシュカ - "Lapochka" - 4:15
7. イン・アブセンシャ - "In Absentia" - 7:26
8. イマーゴ - "Imago" - 3:58
9. モロクウォーカー - "Molochwalker" - 3:32
10. トリンキッツ・ペイル・オブ・ムーン - "Trinkets Pale of Moon" - 4:25
11. ヴェラマラディ - "Vedamalady" - 3:53
12. ノクターニキット - "Noctourniquet" - 5:39
13. ゼッド・アンド・トゥー・ノーツ - "Zed and Two Naughts" - 5:38

### 日本盤ボーナス・トラック
1. ザ・マルキン・ジュエル（ライヴ） - "The Malkin Jewel (live)" - 5:08

## 他メディアでの使用例
「ゼッド・アンド・トゥー・ノーツ」は、2012年のコンピュータゲーム『MLB 12: The Show』のサウンドトラックで使用された。

## 参加ミュージシャン
- オマー・ロドリゲス・ロペス - ギター、キーボード、シンセサイザー
- セドリック・ビクスラー・ザヴァラ - ボーカル
- ホアン・アルデレッテ - ベース
- ディーントニ・パークス - ドラム
- マルセル・ロドリゲス・ロペス - パーカッション